# W-10
W-10 — тральщик Імперського флоту Японії, який взяв участь у Другій світовій війні.
Корабель, який належав до типу W-7, спорудили у 1939 році на верфі компанії Ishikawajima Shipbuilding у Токіо.
З листопада 1940-го корабель належав до 21-го дивізіону тральщиків. Напередодні вступу Японії у Другу світову війну W-10 перейшов з метрополії Мако (важлива база ВМФ на Пескадорських островах у південній частині Тайванської протоки), а 7 грудня вийшов звідси із завданням супроводжувати загін, що мав висадити допоміжний десант на півночі філіппінського острова Лусон. Висадка відбулася в ніч проти 10 грудня у Вігані, при цьому японські кораблі були атаковані кількома американськими бомбардувальниками та винищувачами. Один з винищувачів P-35A зробив кілька заходів на W-10, обстрілюючи його з бортової зброї. Це призвело до вибуху та загибелі тральщика, причому детонація була достатньо сильною, щоб пошкодити зазначений P-35A, який впав у море.